# Gračanica (cantón de Tuzla)
Gračanica (pronunciado en español como Grachaniza) es un municipio situado en Bosnia y Herzegovina. Según el censo de 2013, tiene una población de 45 220 habitantes.
Se encuentra en el cantón de Tuzla, dentro del territorio de la Federación de Bosnia y Herzegovina. La capital es la localidad homónima.

## Personalidades notables de Gračanica
Entre la personalidades notables de Gračanica se incluyen:
- Ibrahim Ustavdić, maestro bosnio
- Arminka Helić, político británico

## Comunidades locales
Las comunidades locales del municipio son:
- Babići
- Buk
- Doborovci
- Donja Lohinja
- Donja Orahovica
- Džakule
- Gornja Lohinja
- Gornja Orahovica
- Gornji Dovorobci
- Gračanica
- Lendići
- Lukavica
- Malešići
- Miričina
- Piskavica
- Pribava
- Prijeko Brdo
- Rašljeva
- Škahovica
- Soko
- Stjepan Polje
- Trnovci
- Vranovići